# Bíblia Etíope e Eritreia

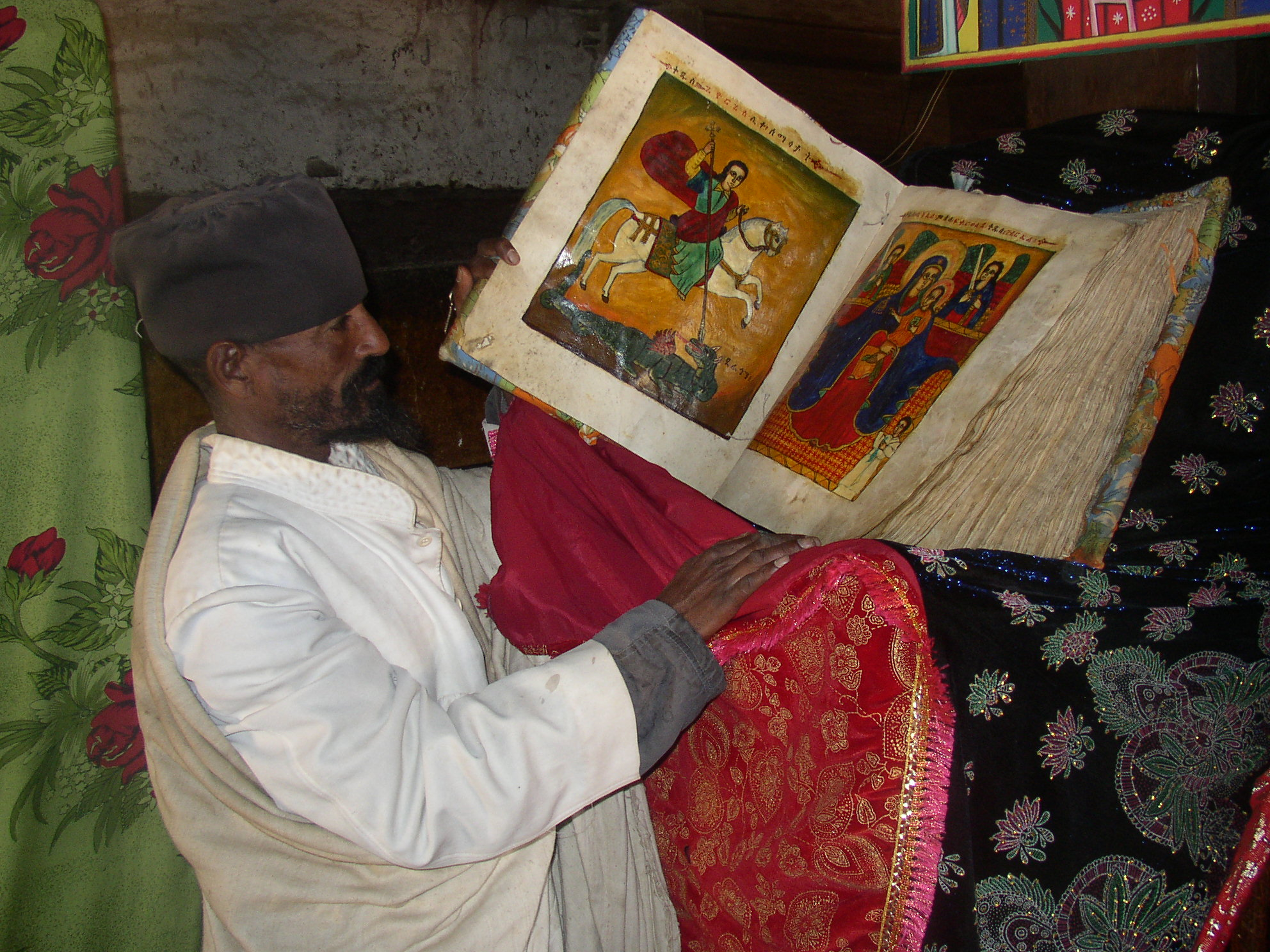
Monge ortodoxo etíope do Mosteiro Debre Damo com uma Bíblia iluminada

O cânone bíblico Tewahedo Ortodoxo é uma versão do Cristã da Bíblia usada nas duas Igrejas Ortodoxas Orientais das tradições Tewahedo da Etiópia e da Eritreia: a Igreja Ortodoxa Etíope e a Igreja Ortodoxa Eritreia. Com 81 livros, é o maior e mais diverso cânone bíblico na Cristandade tradicional. Estudiosos ocidentais classificaram os livros do cânone em duas categorias — o cânone mais restrito, que consiste principalmente de livros familiares ao Ocidente, e o cânone mais amplo, que inclui nove livros adicionais.
Não se sabe se ele existe neste momento como uma compilação publicada. Alguns livros, embora considerados canônicos, são, no entanto, difíceis de localizar e nem mesmo estão amplamente disponíveis nos países de origem das igrejas Tewahedo das Igrejas Ortodoxas Etíope e Eritreia. Há um projeto em andamento para publicar o cânone completo em inglês. Há cópias da Bíblia que afirmam ser o cânone completo em sites de compras como Amazon, mas o projeto diz que são falsas.

## Cânone mais restrito

### Antigo Testamento
O cânone mais restrito do Tewahedo Ortodoxo Antigo Testamento contém todos os Livros protocanônicos hebraicos estabelecidos. Além disso, com exceção dos dois primeiros dos Livros dos Macabeus, o cânone Tewahedo Ortodoxo também contém todo o Livros deuterocanônicos Católicos. Além disso, o Antigo Testamento Tewahedo Ortodoxo inclui a Oração de Manassés, I Esdras|3 Esdras, e II Esdras|4 Esdras], que também aparecem nos cânones de outras tradições Cristãs. Exclusivos do cânone Tewahedo Ortodoxo são os Paralipomena de Jeremias (4 Baruch), Livro dos Jubileus , 1 Enoque|Enoque e os três livros de Meqabyan.
Os livros de Livro das Lamentaçõe, de Jeremias e Baruque|, assim como a Carta de Jeremias e 4 Baruque, são todos considerados canônicos pelas igrejas ortodoxas Tewahedo. Além disso, o 1º, 2º e 3º Meqabyan (Livros dos Macabeus Etíopes) também fazem parte do cânone; embora compartilhem um nome comum, são completamente diferentes dos livros dos Macabeus que são conhecidos ou foram canonizados em outras tradições. Finalmente, dentro da tradição ortodoxa Tewahedo, 3 Esdras é chamado Segundo Esdras, 4 Esdras é chamado Esdras Shealtiel #Nome|Sutu'el e a Oração de Manassés é incorporada ao Segundo Livro de Crônicas.

### No Antigo Testamento
Lista de livros do Antigo Testamento na Bíblia Ortodoxa Tewahedo:
1. Gênesis
2. Êxodo
3. Levítico
4. Números
5. Deuteronômio
6. Josué
7. Juízes
8. Rute
9. I e II Samuel
10. i e II Reis
11. I e II Crôniccs com a prece de Manassés
12. Livro dos Jubileus
13. Enoque egípcio (1 Ezra)
14. 2 Ezra (3 Ezra) - 2 Esdras (Ezra Sutuel -Ezra 4)
15. Tobias
16. Judite
17. Ester
18. Meqabian  I e II (às vezes chamados de Macabeus Etíopes, mas não são os mesmos que os quatro Livros dos Macabeus gregos)
19. Livro de Jó |Jó]]
20. Salmos
21. Messale (Provérbios cap. 1–24)
22. Tagsas (Provérbios cap 25–31)
23. Livro da Sabedoria
24. Eclesiastes
25. Cântico dos Cânticos
26. Eclasiástico
27. Isaías
28. Jeremias (inclui Baruque, Livro das Lamentações de Jeremias, Epístola de Jeremias e 4 Baruque
29. Ezequiel
30. Daniel
31. Oseias
32. Amós
33. Miqueias
34. Joel
35. Obadias
36. Jonas
37. Naum
38. Habacuque
39. Sofonias
40. Ageui
41. Zecarias
42. Malaquias
43. Josippon[6]

### No Novo Testamento
Lista de livros do Novo Testamento na Bíblia Ortodoxa Tewahedo.
1. Evangelho de Mateus
2. Evangelho de Marcos
3. Evangelho de |Lucas
4. Evangelho de João
5. Atos dos Apóstolos
6. Epístola aos Romanos
7. 1ª Epístola aos Coríntios
8. 2ª Epístola aos Coríntios
9. Epístola aos Gálatas
10. Epístola aos Filipenses
11. Epístola aos Colossecses
12. 1ª Epístola aos Tessalonicenses
13. 2ª Epístola aos Tessalonicenses
14. 1 Epístola de Timóteo
15. 2 Epístola de Timóteo
16. Epístola a Titos
17. Epístola a Filemon
18. Epístola aos Hebreus
19. 1 Epístola de Tiago
20. 1 Epístola de Pedro
21. 2 Epístola de Pedro
22. 1 Epístola de João
23. 2 Epístola de João
24. 3 Epístola de João
25. Epístola de Judas
26. Apocalipse

### Na Ordem da Igreja
Lista de livros da Ordem da Igreja que fazem parte do cânone mais amplo:
1. Sinodos[6]
  - Ser'ata Seyon (30 canons)
  - Te'ezaz (71 canons)
  - Gessew (56 canons)
  - Abtelis (81 canons)
2. 1 Aliança[6]
3. 2 Aliança[6]
4. Clemente Etíope[6]
5. Didascalia[6]

Lista de livros da Ordem da Igreja que fazem parte do cânone mais amplo:
1. Sinodos[6]
  - Ser'ata Seyon (30 canons)
  - Te'ezaz (71 canons)
  - Gessew (56 canons)
  - Abtelis (81 canons)
2. 1 Aliança[6]
3. 2 Aliança[6]
4. Clemente Etíope[6]
5. Didascalia[6]

O cânone mais restrito do Tewahedo Ortodoxo Novo Testamento consiste em todos os 27 livros Livros protocanônico Cristãos, otocânone cristão, que é quase universalmente aceito em toda a cristandade.

## Cânone mais amplo
O cânone mais amplo acrescenta aos 81 livros da Bíblia Tewahedo o seguinte:
- Josippon (1 livro)
- Concílio de Alexandria (4 livros)
- Livros do Pacto (2 livros)
- Epístola de Clemente Etíope (1 livro)
- Didascália (1 livro) A Didascalia Etíope, ou Didesqelya, é um livro de ordem da Igreja em 43 capítulos, distinto da Didascalia Apostolorum, mas semelhante aos livros I–VII das Constituições Apostólicas, onde provavelmente se origina. Clemente Etíope não deve ser confundido com 1 Clemente ou 2 Clemente.[2]

O cânone mais amplo parece ter sido criado por estudiosos etíopes comentando sobre o código de leis Fetha Negest, que diz que o cânone contém 81 livros, mas lista apenas 73. Os oito livros adicionais eram aqueles que se presumia estarem faltando na lista.

## Lista de livros na Bíblia Ortodoxa Tewahedo

### Na Ordem da Igreja
Lista de livros da Ordem da Igreja que fazem parte do cânone mais amplo:
1. Sinodos[6]
  - Ser'ata Seyon (30 canons)
  - Te'ezaz (71 canons)
  - Gessew (56 canons)
  - Abtelis (81 canons)
2. 1 Aliança[6]
3. 2 Aliança[6]
4. Clemente Etíope[6]
5. Didascalia[6]